# Pokój w Poznaniu
Pokój w Poznaniu – układ pokojowy, podpisany dnia 11 grudnia 1806 roku w Poznaniu. Zakończył on wojnę między Francją a, sprzymierzonym z Prusami, księstwem Saksonii podczas IV koalicji  antyfrancuskiej. Saksonia musiała przyłączyć się do Związku Reńskiego, przy czym elektor Fryderyk August III złożył swój tytuł i przyjął tytuł króla. Fryderyk August I rządził odtąd Saksonią jako królestwem. Na polecenie Napoleona, cesarza Francji, musiał przyznać swoim poddanym wolność wyznania, a jako książę Związku Reńskiego nakazać walkę korpusu saksońskiego w wojnie prowadzonej przeciwko Prusom. Francja zrezygnowała z płatności dalszych kontrybucji, a Saksonia otrzymała ekspektatywę na należący do Prus powiat Cottbus za przyszłą cesję terenów w ramach oczekiwanego poprowadzenia nowych granic.

## Wydarzenia poprzedzające
W roku 1806 Saksonia u boku Prus brała udział w wojnie przeciwko Francji napoleońskiej. W bitwie pod Jeną i Auerstedt w październiku 1806 r. walczyły 22 000 żołnierzy saksońskich. Bitwa ta zakończyła się dla Prus i ich sojuszników katastrofalną porażką. Saksonia znalazła się na krótko pod okupacją francuską. Poprzez zawarcie pokoju w Poznaniu został zakończony stan wojny między Saksonią a Francją.